# 黑突盾板蛛
黑突盾板蛛（学名：Pelecopsis nigroloba）为皿蛛科盾板蛛属的动物。在中国大陆，分布于吉林等地。该物种的模式产地在吉林。